# Серрано, Франциск
Франциск Серрано  (фр. Francis Serrano OP , 4 декабря 1695, Гранада, Испания — 25 октября 1748, Фучжоу, Китай) — святой Римско-Католической Церкви, монах из монашеского ордена доминиканцев, епископ епархии Фучжоу (26.05.1747 — 28.09.1748), миссионер, мученик.

## Биография
В 1725 году Франциск Серрано прибыл на Дальний Восток, чтобы там заниматься миссионерской деятельностью. Некоторое время он проработал на Филиппинах, потом был послан в провинцию Фучжоу, Китай, где был назначен титулярным епископом Типасы Мавретанской и ординарием епархии Фучжоу. В июне 1746 года был арестован за проповедь христианства и отправлен в тюрьму города Фучжоу, где был подвергнут жестоким пыткам. 28 октября 1748 года был задушен в тюремной камере.

## Прославление
Франциск Серрано был беатифицирован 14 мая 1893 года Римским Папой Львом XIII и канонизирован 1 октября 2000 года Римским Папой Иоанном Павлом II вместе с группой 120 китайских мучеников.
День памяти в Католической Церкви — 9 июля.

## Источник
- George G. Christian OP, Augustine Zhao Rong and Companions, Martyrs of China, 2005, стр. 15 (недоступная ссылка)  (англ.)
- Witnesses of the faith in the orient, стр. 155—157 (англ.)